# Priniás
Priniás (em grego: Πρινιάς) é uma aldeia do centro da ilha de Creta, Grécia, na unidade municipal de Agia Varvara, município de Gortina e unidade regional de Heraclião. É conhecida sobretudo pelos sítios arqueológicos vizinhos, como o da antiga cidade de Rizínia (em grego: Ριζηνία; ou Rizénia) e de uma necrópole minoica.

## Descrição
A aldeia tinha 369 habitantes em 2001. Situa-se numa zona montanhosa da parte oriental da cordilheira de Psilorítis (Monte Ida), 3,5 km a noroeste de Agia Varvara e 30 km a sudoeste de Heraclião (distâncias por estrada). O aspeto geral da povoação não mudou muito desde o princípio do século XX, apesar de grande parte das casas serem modernas; as restantes são muito diferentes umas das das outras, pertencendo a diversas épocas. A localidade concentra-se em volta da igreja de Ágios Giorgios (São Jorge), ao longo de uma área com sensivelmente 500 por 200 metros.
As ruínas de Rizénia situam-se em Patela (tradução: "planalto"), uma pequena meseta a 685 metros de altitude 2 km a nordeste da aldeia, onde também se situa a igreja de Ágios Panteleimon (Άγιος Παντελεήμον), destino de uma romaria celebrada anualmente nos dias 26 e 27 de julho.
A economia local baseia-se essencialmente na agricultura, que apesar disso não está muito desenvolvida, na destilação de raki (aguardente bagaceira) e na produção de eletricidade da central eólica situada no cimo da serra imediatamente a sudoeste da aldeia, junto à igreja de Agia Irini.

## Rizénia
Rizénia situava-se sensivelmente a meio caminho entre Cnossos e Gortina (35° 10' 11" N 25° 0' 18" E), duas das mais importantes cidades-estado de Creta. Uma das suas particularidades mais notáveis do sítio arqueológico é um templo de século VII a.C. com semelhanças impressionantes com a arquitetura egípcia e de uma deusa sentada em estilo egípcio. Um pouco acima do sítio da cidade há um santuário de pico sub-minoico.
Rizénia desenvolveu-se ao mesmo tempo que Lato e Polirrénia como um assentamento do Período Arcaico (que vai do século VIII ao início do século V a.C.), colonizado por gregos do continente. O sítio contém vestígios dos «primeiros edifícios de pedra desde a queda dos reis micénicos». O chamado templo A, datado de cerca de 625 a.C., é o mais antigo templo grego conhecido que é decorado com escultura. Apesar da sua planta seguir um modelo micénico, o edifício tinha um telhado plano e três pilares maciços na fachada. O detalhe mais notável que sobreviveu é um lintel de calcário que ostenta dois estátuas monumentais de deusas, de frente uma para a outra. As figuras, cuja identificação é controversa, vestem uma saia comprida e uma capa, reminiscente da chamada "Dama de Auxerre". Kenneth D. S. Lapatin compara-as ao depósito de Halos em Delfos.  Abaixo das figuras há um friso orientalizante representando três panteras em cada lado, um motivo típico do norte da Síria.[carece de fontes?]
O chamado templo B é conhecido pela sua escultura dedálica, que «consiste numa estátua de uma deusa sentada num trono e trajando um polo (gorro ou coroa) e um vestido espesso decorado com animais, um cavalo, um leão e uma esfinge». A deusa pode representar Reia  ou Ártemis como a "amante dos animais". Muitos dos achados de Priniás, incluindo um friso singular com cavaleiros, estão no Museu Arqueológico de Heraclião.
Na necrópole que se estende a oeste da antiga cidade foram descobertas mais evidências de cultura orientalizante. Cerca de 680 enterramentos (que incluem enterramentos de cães e cavalos) forma feitos nessa área entre o os século XIII e VI a.C. Os rituais tinham características orientais, com corpos cremados e cabeças enterradas separadamente.